# W19
W19 foi uma arm a nuclear de fissão pura desenvolvida pelos Estados Unidos para substituir a W9 nas frentes de artilharia nuclear, ele foi projetado em 1955 e se aposentaram em 1963, tinha um rendimento de 15-20 quilotons de TNT.
Como o W9 era uma bomba com um mecanismo semelhante a da detonada sobre  Hiroshima, o Little Boy, dentro dela dois blocos de urânio eram lançados sobre um no centro, quando se encontram, eles se tornam críticos e a fissão nuclear ocorre.

## W23
W23 foi uma ogiva nuclear, ou melhor, um projétil nuclear dos E.U.A da artilharia nuclear. Era basicamente uma variante da ogiva W19 (que pro sua vez era variante da W9) adaptada a um canhão de navio da Marinha dos E.U.A 406 milímetros (16 polegadas) de diâmetro se tornando a W23. A produção das W23s começou em 1956 e elas estiveram em serviço até 1962, com uma produção total de 50 unidades produzidas.
As W23 tinham 406 milímetros diâmetro, ou seja, 16 polegadas, e 160 centímetros/64 polegadas de comprimento, com um peso que variava de 1 500 a 1 600 libras segundo as fontes. Como a W19, a W23 tinha um rendimento de 15-20 quilotons de TNT.